# 梨木温泉
梨木温泉（なしぎおんせん）は、群馬県桐生市にある温泉。深沢川沿いに位置し、当温泉から梨木川（沢）と呼ばれることがある。

## 泉質
- 含食塩炭酸泉[1]
  - 源泉温度28℃
  - 湯は褐色を呈する[1]。

## 温泉街
桐生市内で唯一の温泉旅館である一軒宿の梨木館がある（一軒宿の「梨木館」および同旅館の離れの特別室「はせを亭」が存在する）。名物はキジ料理で、露天風呂から滝を望める「滝見の湯」がある
近くに自然歩道の関東ふれあいの道が整備されている（2024年9月現在、自然歩道は迂回路が設定されている）。

## 歴史
1200年以上の歴史を有する。開湯伝説によれば、坂上田村麻呂による発見であるとされる。

## アクセス
当温泉地にて群馬県道335号梨木上神梅停車場線と群馬県道336号梨木香林線とが接続する。
- 鉄道 : わたらせ渓谷鐵道わたらせ渓谷線本宿駅よりタクシーで約8分